# Partit Popular Unit del Kurdistan
Partit Popular Unit del Kurdistan conegut pel seu anagrama kurd YEKBÛN, fou una organització política kurda de Turquia formada el 1992 després de la dissolució del PYSK per la unió de tres grups:
- Alliberadors Nacionals del Kurdistan-Tendència Socialista (Kürdistan Ulusal Kurtuluşçuları-Sosyalist Eğilim)
- Partit d'Avantguarda dels Treballadors del Kurdistan (Partîya Pêşeng a Karkerî Kurdistan/Kürdistan Öncü İşçi Partisi, PPKK)
- Organització d'Alliberament del Kurdistan

El 1994/1995 el Yekbûn, el KUK-RNK, el Partit Revolucionari-Kawa, i el Tekosina Sosyalistes van reunir un congrés d'unitat i van fundar un nou partit, la Plataforma d'Unitat Socialista del Kurdistan (PYSK).